# Soma Cruz
 (janvier 2015).
Si vous disposez d'ouvrages ou d'articles de référence ou si vous connaissez des sites web de qualité traitant du thème abordé ici, merci de compléter l'article en donnant les références utiles à sa vérifiabilité et en les liant à la section « Notes et références ».

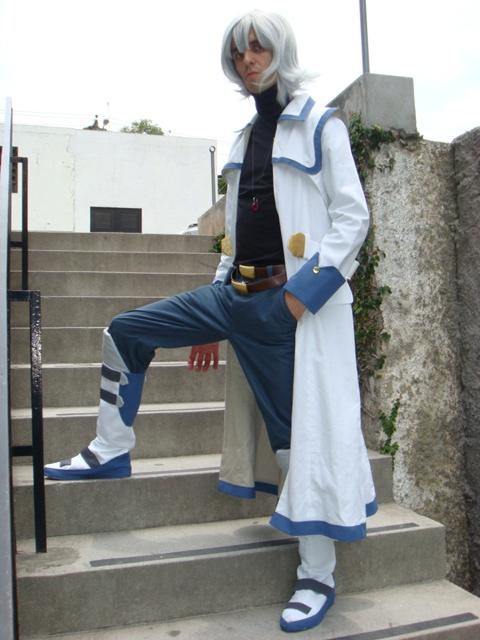
Cosplay de Soma Cruz dans Castlevania: Aria of Sorrow, en 2009.

Soma Cruz est un personnage de la série de jeu Castlevania. Il fait son apparition dans Castlevania: Aria of Sorrow sur GBA et qui se poursuivra par la suite à la sortie de Castlevania: Dawn of Sorrow sur DS et Castlevania: Harmony of Despair sur Xbox 360 et Playstation 3.

## Description
Soma (来須 蒼真, Kurusu Sōma), né en 2017, est un lycéen âgé de 18 ans lors des évènements du jeu Aria of Sorrow. Il a des cheveux blancs, et porte un t-shirt noir et un manteau blanc. Il est connu comme quelqu'un de calme et distant.

## Castlevania: Aria of Sorrow
Soma effectue un échange scolaire au Japon durant l'année 2035, accompagné de son amie Mina Hakuba.
Lors de la visite du temple de Hakuba, Soma et Mina se retrouvent piégés dans une éclipse solaire totale où le nouveau château de Dracula resurgit tous les siècles.
Dans ce château, Soma fait la rencontre de Julius Belmont, un descendant du fameux clan Belmont qui a perdu la mémoire après un incident en 1999 où il tue Dracula. C'est après avoir détourné les plans d'un mystérieux inconnu nommé Graham Jones croyant être la réincarnation de Dracula que Genya Arikado, qui n'est autre que Adrian Farenheights Tepes alias Alucard lui apprend que Dracula n'est autre que lui-même.
Soma essayant de lutter contre Julius qui veut maintenant sa mort parvient à entrer dans son propre chaos et à en détruire la soif de pouvoir.

## Castlevania: Dawn of Sorrow
Un an plus tard Soma est appelé par Celia Fortner une mystérieuse femme pratiquant un culte infâme qui raconte que pour que les dieux soient complètement bons il faut que le mal existe en retour.
Dans cette impasse Soma doit soit mourir ou devenir seigneur des ténèbres. Il décide donc de se rendre dans le lieu où Celia pratique le Culte, ce lieu n'étant autre qu'une réplique du château de Dracula.
Soma, alors qu'il était dans le laboratoire du château rencontre :
- Dmitrii Blinov qui a la capacité de copier les capacités de ses ennemis s'il se fait toucher par eux.
- Dario Bossi un punk à la tignasse rouge écarlate qui maîtrise et peut créer l'énergie incandescente.

Soma n'aura pas de mal à les tuer tous les deux, Dmitrii dans l'Obscure Chapelle et Dario dans le Jardin de Folie. Lors des évènements conduisant à la deuxième fin du jeu, il le rencontre une deuxième fois dans le Pinacle[Lequel ?] où il tue le démon fusionnant avec son âme appelé Aguni.
Lors de la troisième fin, Dmitrii qui était entré dans le corps de Soma après être mort, subit une résurrection en prenant contrôle d'un Doppelganger. Soma aura à le vaincre après que Dmitrii n'est explosé dans les Abysses rongé par les âmes amassées grâce au pouvoir de dominance de Soma.